# Confinamiento por la pandemia de COVID-19 en el Perú
Las políticas de confinamiento en Perú por la pandemia de COVID-19, denominada como «aislamiento social obligatorio», fueron una medida de contención que fue establecida por el Gobierno peruano el domingo 15 de marzo de 2020 debido al número creciente de casos durante la Pandemia de COVID-19. Esta medida fue anunciada junto con el «Estado de emergencia», que impuso el cierre total de las fronteras y el transporte, entrando en vigor el día lunes 16 de marzo de 2020 desde las 00:00 hrs (UTC-5). La cuarentena obligaba a todos los ciudadanos peruanos y extranjeros a permanecer encerrados en sus hogares o residencias a excepción de situaciones como la adquisición de los bienes de primera necesidad, medicina, emergencia médica y algunos puestos de trabajo. También implicó el cierre de muchos negocios y actividades siendo el trabajo independiente e informal el sector más perjudicado a excepción de los trabajos de servicio público, salud, policía, medios de prensa, bancos y servicios del hogar (energía, agua, gas y telecomunicaciones). Esta medida también causó problemas de adaptación en la sociedad, registrándose una acumulación de 52 mil detenidos hasta el día 7 de abril siendo Lima, Piura y La Libertad los departamentos con más detenidos en el país.
Durante el transcurso del tiempo y evolución de la enfermedad en el país, la cuarentena fue ampliada en varias ocasiones hasta el 26 de junio, cuando el gobierno anuncia una nueva ampliación que modifica la restricción bajo un «aislamiento social focalizado» que pone fin la «cuarentena nacional». Esta nueva medida libera la restricción en la mayoría de los departamentos del país a excepción de los departamentos de Arequipa, Ica, Junín, Huánuco, San Martín, Madre de Dios y Áncash. El anuncio trajo consigo las restricciones para las personas que presenten comorbolidades y por grupo de edad, que restringen la circulación a menores de 14 años y mayores de 65 años. Para fines de octubre, el gobierno levanta la inmovilización social obligatoria en todos los departamentos del país, sin embargo, se mantuvo vigente el toque de queda nocturno.

## Contexto
El primer caso de COVID-19 en el Perú fue diagnosticado el 6 de marzo por un hombre proveniente de Europa, desde esa fecha el caso de contagiados alcanzó los 234 al 19 de marzo de 2020.
El gobierno de Martín Vizcarra mediante el decreto N° 008-2020-MTC dado el 13 de marzo ya había ordenado la suspensión de vuelos provenientes de Asia y Europa para el 16 de marzo. También cesó toda actividad en universidades y escuelas, en ambos casos, tanto públicas como privadas y puso un límite a la cantidad de asistencia a locales de fiesta y eventos, siendo el número máximo el de 300, e informó que se aumentará el presupuesto para la emergencia sanitaria

## Cuarentena
La Presidencia del Consejo de Ministros informó que la cuarentena entraría en vigor en las 00:00 horas del 16 de marzo.
Con anticipación el 15 de marzo la Policía Nacional del Perú inició redadas para capturar a turistas que se habían negado a ponerse en cuarentena, registrándose algunas incidencias. Ya el gobierno peruano había decretado poner en cuarentena a todo extranjero en los aeropuertos desde el 13 de marzo.

### Cronología

#### Día 1

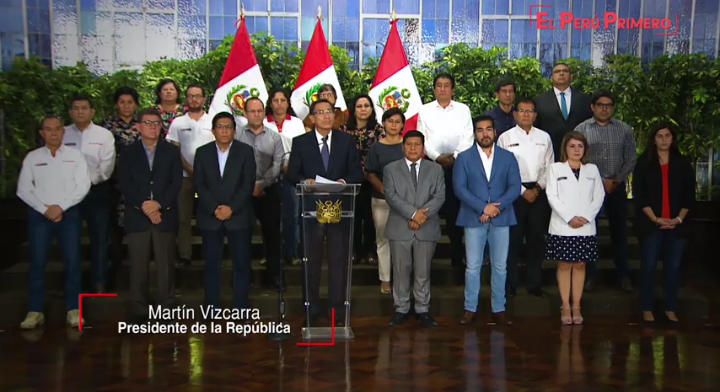
Presidente Martín Vizcarra junto a su Consejo de Ministros da la orden de Estado de emergencia (15 de marzo).

Para el 16 de marzo el gobierno informó de la entrega de un bono de 380 soles para la población vulnerable ante la pandemia, los hospitales suspendieron sus servicios de consultas externas, los taxis que tienen permiso para circular tendrán que tener una placa amarilla, el INDECOPI expresó que las aerolíneas no están obligadas a rembolsar el dinero de vuelos perdidos, y que el Ministerio del Interior informó que desde la medianoche culminarían el cierre de ciudades.
El ministro del Interior Carlos Morán comunicó que «a la medianoche, los puntos de accesos a la ciudad serán cerrados», informando que el día 1 fue el único donde hubo «flexibilidad». La Policía Nacional del Perú en Lima cerraron el Terminal Naranjal del Metropolitano por la excesiva afluencia de personas.
Restaurantes asociados a plataformas digitales acataron la orden, la mayoría volverán a abrir recién en el mes de abril. Varias personas expresaron el alza de precios en el transporte hasta el 500% para viajes al interior del país. Pardos chicken donó pollo a la brasa al Cuerpo General de Bomberos Voluntarios del Perú.
Miembros de la Marina de Guerra del Perú bloquearon vías de la Provincia Constitucional del Callao y pidieron a las personas que volvieran a sus hogares. En la Provincia de Lima, el distrito de San Luis decretó toque de queda desde las 22 horas hasta las 5 horas, y el distrito de La Molina decretó el cierre de sus fronteras distritales. En Pucallpa se presentaron incidentes por el cierre de puestos de venta. El Ministerio Público en la Provincia de Contralmirante Villar del Departamento de Tumbes comenzó una investigación contra varios comerciantes por presunta subida de precios.

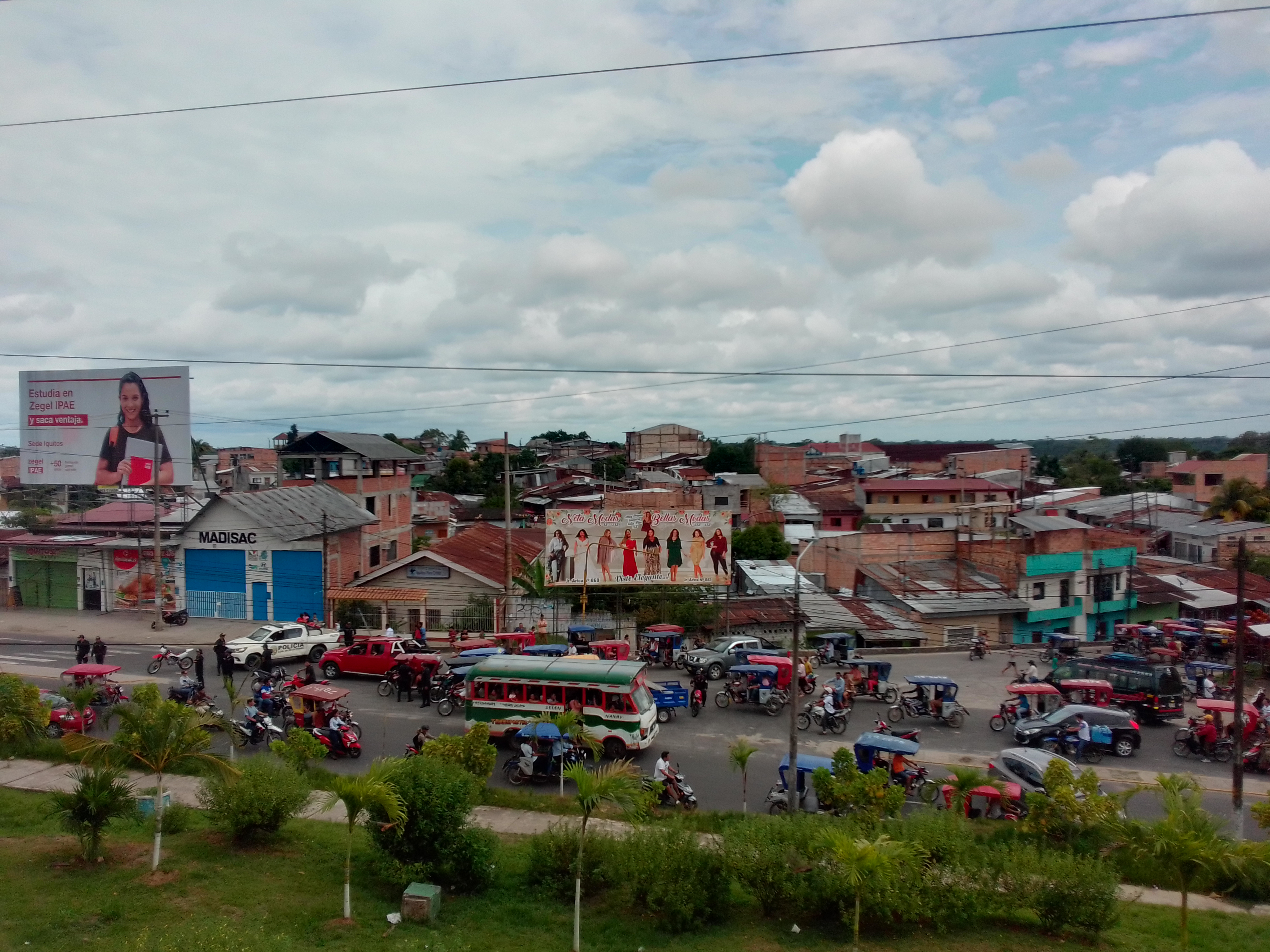
Policía Nacional del Perú inicia bloqueo de las avenidas Miguel Grau y José Abelardo Quiñones que conecta norte y sur de Iquitos.

El canciller Gustavo Meza-Cuadra comunicó que consulados y embajadas asesorarían a los peruanos y peruanas desde el día 1 para su posible retorno tras el cierre de fronteras. El 16 de marzo varios ciudadanos del país quedaron aislados en ciudades de Europa y América Latina por el Estado de emergencia.
Cineplanet despidió a varios de sus trabajadores, la empresa expresó que los despidos ya estaban planeados y no tiene que ver con la declaración de cuarentena, aunque las críticas contra su decisión le obligó a revocar su decisión.
El Equipo Especial Lavajato liderado por Rafael Vela y José Domingo Pérez que investigan el caso Odebrecht, y la Junta Nacional de Justicia suspendieron sus acciones. La instalación del Congreso Extraordinario se realizó en estricto privado por orden de la Mesa Directiva de la Junta Preparatoria.
El alcalde de Lima Jorge Muñoz Wells suspendió el pico y placa en toda Lima Metropolitana. Se cancelaron todas las rutas turísticas a Machu Picchu en el Departamento del Cuzco hasta el 30 de marzo. Se registraron que 100 turistas argentinos y 26 españoles quedaron varados en la ciudad de Cusco. En Chimbote se vendió pescado solo hasta las 10:00 horas. En Tacna se acabaron los productos como pollo y huevo de manera rápida.
Rosario Victorio y Pool Ambrocio, periodista en España y deportista en Canadá respectivamente anunciaron que no pueden volver al país, Victorio admitió tener COVID-19 y dijo: «Yo no sé qué va a pasar conmigo, necesito saber que, si me pongo mal, no me van a dejar morir en mi cuarto, eso es lo que me aterra». Un grupo de niños deportistas en México también quedó varado.
En Arequipa se detuvo a cuatro personas por incumplir el Estado de emergencia, en la misma ciudad se capturó a un miembro de la Policía Nacional del Perú por cobrar una coima a un detenido por incumplir la cuarentena.
En Piura la cantante Angie Gonzales Macedo, imitadora de Ruth Karina en Yo soy dio positivo con COVID-19. Miembros de la Policía Nacional del Perú formaron la palabra Quédate en casa con sus cuerpos en una playa de Piura.

#### Día 2

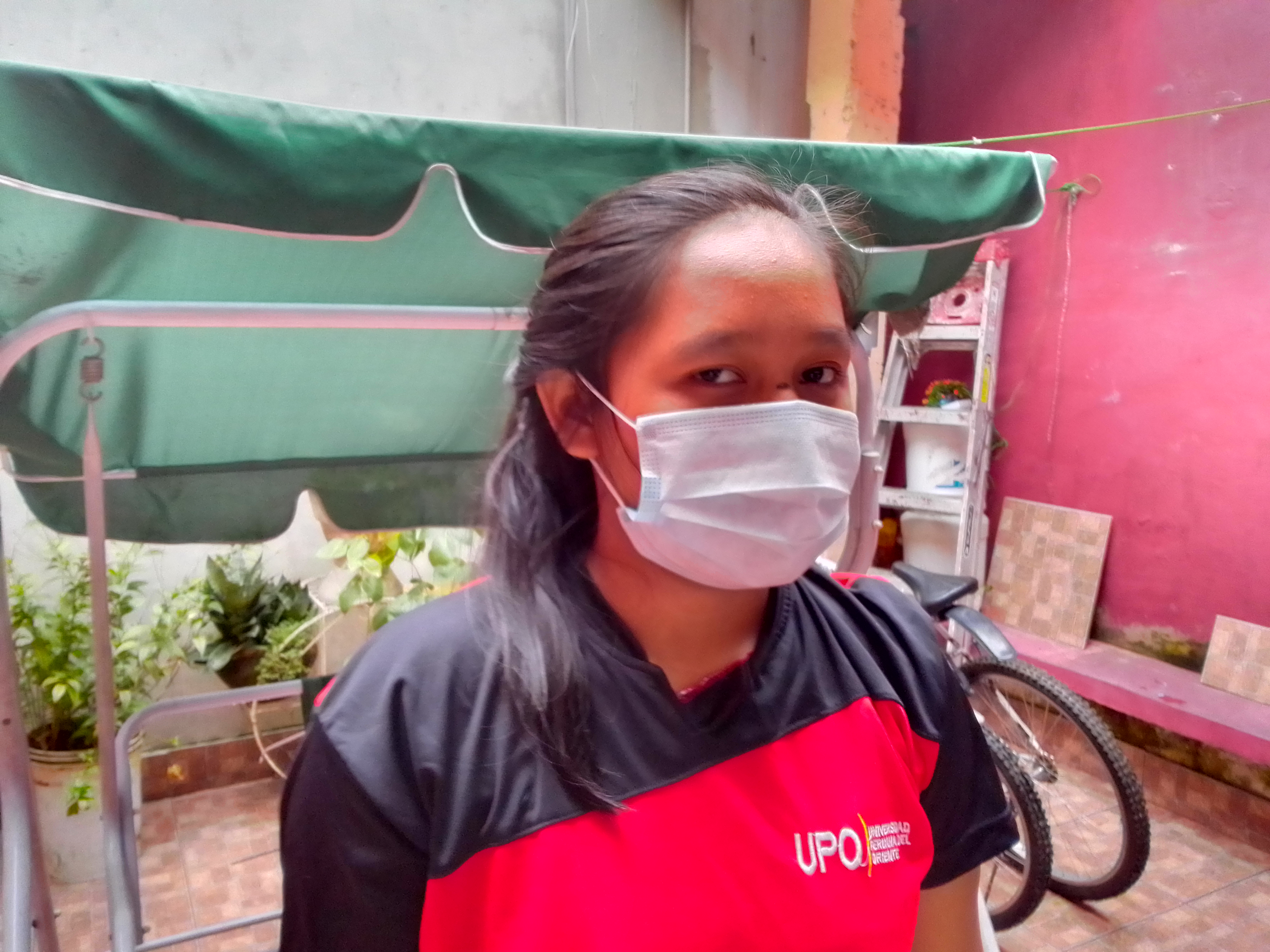
Mujer joven en Iquitos tapada con mascarilla para la prevención (17 de marzo).

El cierre de todas las fronteras del Perú (terrestre, marítima y aérea) serían efectivos desde las 00:00 horas del 17 de marzo, a las 00:24 horas se cumplió con el cierre definitivo, aunque la carga podrá seguir siendo enviado al extranjero y llegar desde afuera. En el distrito de Villa El Salvador de la Provincia de Lima se registraron aniegos, lo que obligó a los vecinos a violar la orden para intentar detener el agua.
El presidente Martín Vizcarra informó que se llegó a la fase 3 de la expansión del Covid-19 a nivel nacional. El Estado peruano ofreció un pase especial para transitar, que puede ser descargable.
El gobierno autorizó los vuelos humanitarios para repatriar a peruanos del extranjero. Varios turistas mexicanos en Lima y Cusco quedaron varados en las calles. Se presentaron altercados entre pequeños comerciantes y policías en la localidad de Aguas Verdes del Departamento de Tumbes en la frontera con Ecuador por el intento de los primeros de abrir sus puestos de ventas. La Policía Nacional del Perú intervino una empresa en Cotabambas del Departamento de Apurímac que incumplió la medida de cuarentena.
En Iquitos, varios mototaxistas no acataron la cuarentena. Las compañías de centros comerciales como Plaza Vea y Vivanda cambiaron su horario de atención, de 8:30 horas a 20:00 horas. El alcalde de Chiclayo Marcos Gasco Arrobas repudió que la empresa Konecta siga laborando pese a la cuarentena hasta el nivel de perder los papeles: «¡No puede ser posible! Estoy indignado con este tipo de empresarios que hacen correr grave riesgo a cientos de personas, a los mejor son miles de jóvenes que están ahí».
Se registraron cortes de luz en los distritos de Miraflores, Barranco, Chorrillos y Surco en la Provincia de Lima. El distrito de Cáceres del Perú en el Departamento de Áncash se acató de forma masiva el segundo día de cuarentena. La Policía Nacional del Perú intervino un local de Plaza Vea en el distrito de Chorrillos de Lima por «delito contra el orden económico» por cobrar demás. En el distrito de La Victoria de la Provincia de Lima fueron detenidos 30 personas que no acataron el Estado de emergencia. Un grupo de personas pidió que la población entregue bebida y alimentos en buen estado a los miembros de las Fuerzas Armadas Peruanas y Policía Nacional del Perú que están haciendo cumplir la cuarentena.
Se registró la presencia de peruanos que viven en provincia que quedaron varados en Tacna, provenientes de Chile. En la misma ciudad del sur peruano, la Policía Nacional del Perú capturó a un grupo de criminales que planeaban realizar un asalto aprovechando la cuarentena. El Ministerio de Trabajo y Promoción del Empleo exigió a los empleadores «no deben exponer la salud de su trabajadores».

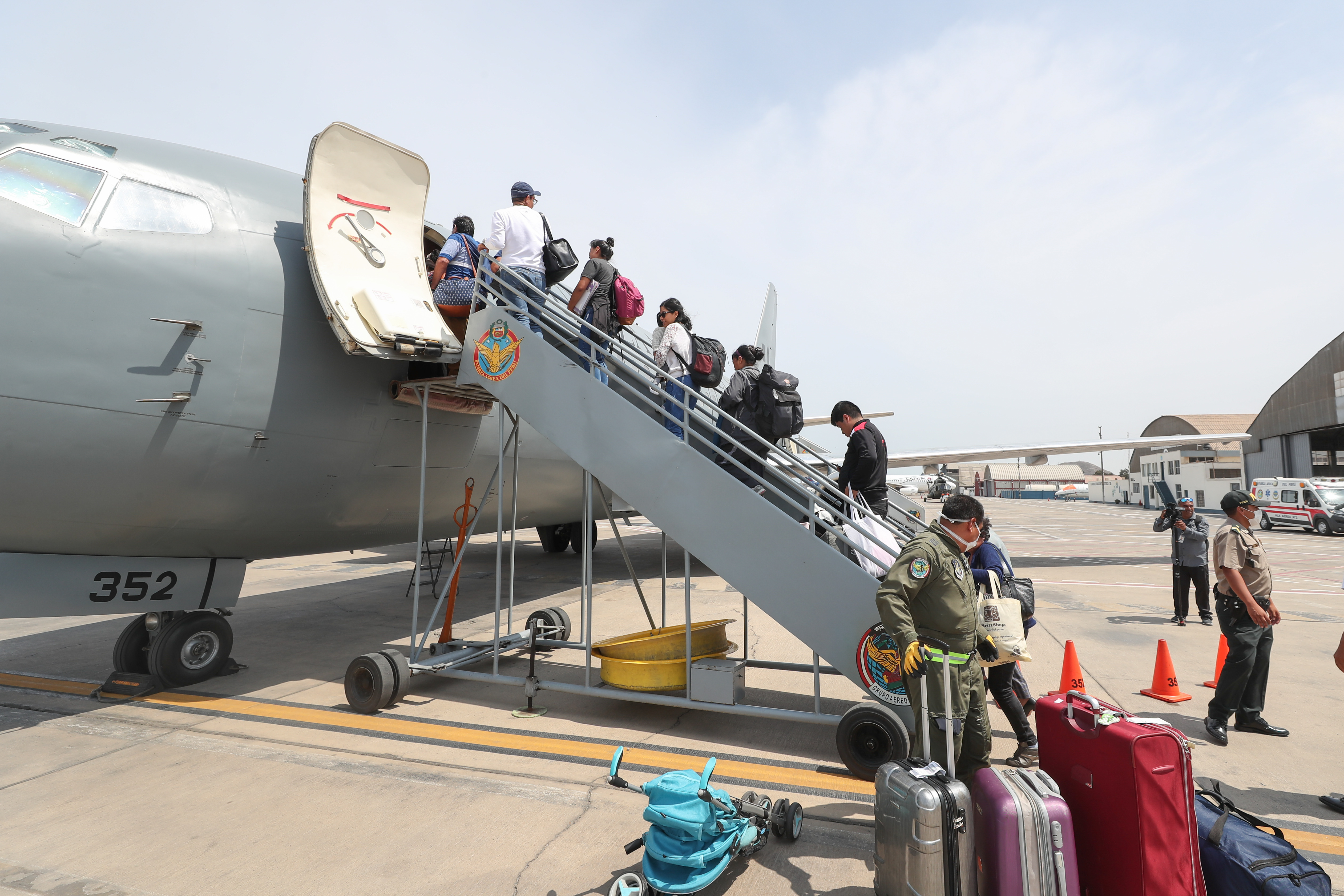
Vuelos humanitarios realizados por la Fuerza Aérea del Perú desde el Aeropuerto Internacional Jorge Chávez en Lima para el interior del país.

La Provincia de Contralmirante Villar del Departamento de Tumbes restringió el ingreso a las playas. El estreno del avance final de la película Encintados fue postergado hasta el fin de la cuarentena con el hashtag #Yomequedoencasa. En el distrito de Jesús María de la Provincia de Lima desde sus balcones en sus departamentos, varias personas lanzaron odas como « ¡Perú, Perú!» y «¡Sí se puede!» hacia las Fuerzas Armadas Peruanas, Policía Nacional del Perú, similares acontecimientos se registraron en los distritos de Miraflores, Surquillo, Magdalena del Mar, Surco, Chorrilos y en la Provincia Constitucional del Callao.
El diario Ojo Público informó que la cuarentena fue ampliamente desobedecida en varios departamentos alejados de Lima, por el contrario paralizaron sus funciones algunas compañías mineras en la sierra peruana. En Huancayo fueron detenidos 100 personas que transitaban sin el permiso correspondiente. Según el Ministerio de Relaciones Exteriores, el Gobierno de la República Popular China ofreció al Perú 10 000 kits de diagnóstico para el COVID-19, así mismo el ministerio informó que el gobierno peruano solicitará asistencia de médicos a Corea del Sur y Singapur por el agravamiento de la crisis sanitaria.
En el distrito de Santa Anita en la Provincia de Lima la Policía Nacional del Perú detuvo a 20 personas por incumplir el Estado de emergencia. El cuerpo policial fue agredido y dejó a varios de ellos con moretones, rasguños e incluso un dedo roto contra uno de los agentes. En el distrito de San Martín de Porres de la Provincia de Lima la Policía Nacional del Perú detuvo a diez personas que no acataron la medida de cuarentena.

#### Día 3

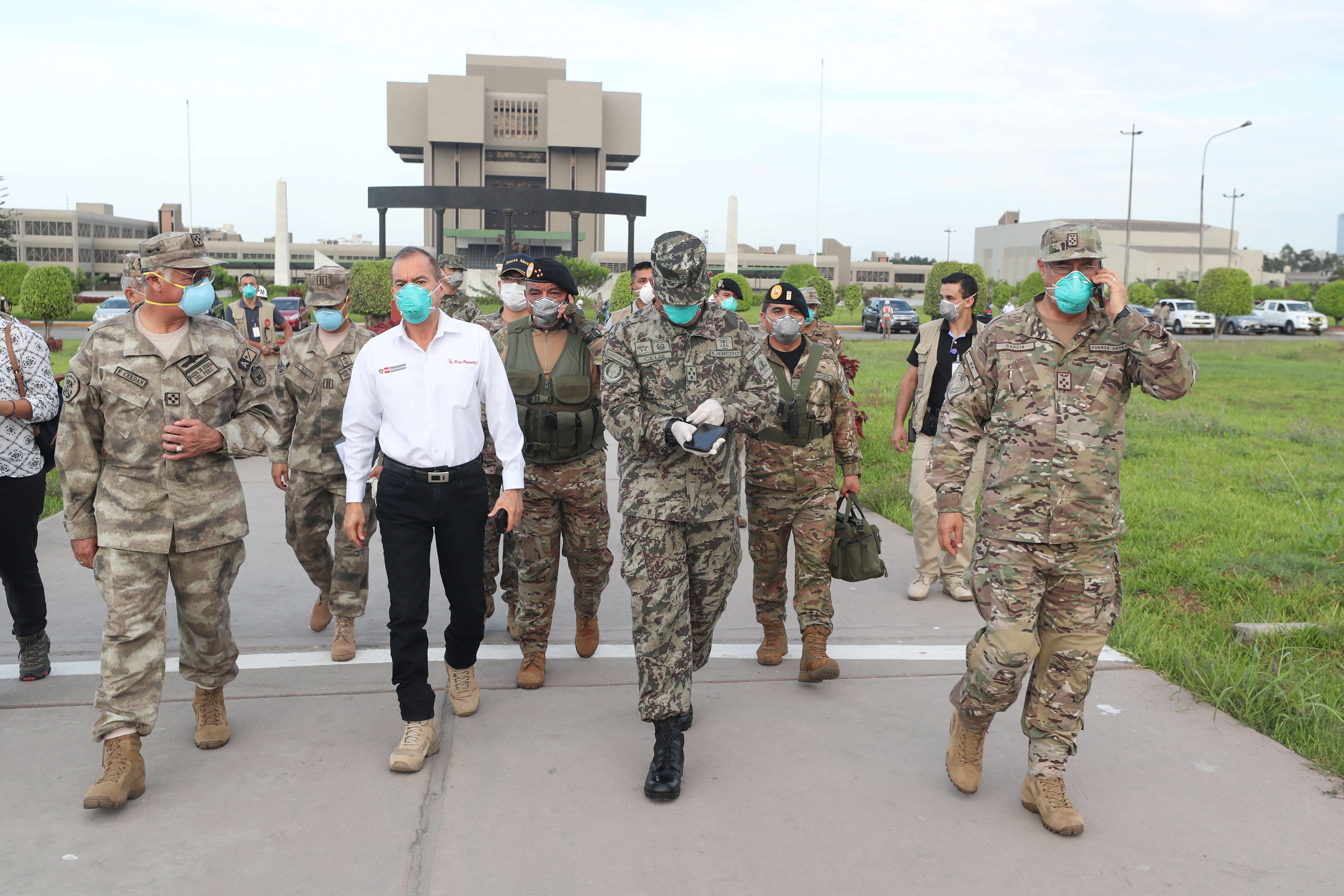
La cabeza del Ministerio de Defensa Walter Martos, junto a miembros del Ejército del Perú antes de una vigilancia sobre el cumplimiento del Estado de emergencia (18 de marzo).

El presidente Martín Vizcarra declaró el toque de queda a  nivel nacional de 20:00 horas a 5:00 horas (8 p. m. hasta las 5 a. m.). A su vez, también decretó la prohibición del uso de vehículos particulares a excepción de aquellos necesarios para la prestación de algunos servicios esenciales. El motivo, según el propio mandatario, es que los ciudadanos no estaban acatando el aislamiento social obligatorio. Por otro lado, Vizcarra anunció que el Hospital de Ate y la Villa Panamericana serán utilizados para atender a pacientes de COVID-19.
El 18 de marzo el Ministro de Transportes y Comunicaciones, Carlos Lozada Contreras, informó que los pagos por servicios en el mes de marzo de agua, luz, telefonía e internet serían postergados. La frontera con Chile en el sur fue abierta de forma excepcional para la repatriación de peruanos y la salida de chilenos según un acuerdo entre las cancillerías de ambos países; por el contrario en la frontera con Bolivia el río Desaguadero fue militarizado para evitar el intento de ingreso de comerciantes bolivianos.
Según la BBC para el 18 de marzo, los más afectados eran los trabajadores informales, personas de extrema pobreza y los inmigrantes provenientes de Venezuela. Se registró una cantidad considerable de personas varadas en el Aeropuerto Internacional Jorge Chávez del Callao, que es utilizado como campamento por los viajeros estancados. Algunos de ellos esperan que se realicen vuelos humanitarios.
En el distrito de Los Olivos de la Provincia de Lima un centro comercial fue asaltado durante el Estado de emergencia por delincuentes. En los departamentos de Cajamarca y Apurímac se capturaron a 30 y 40 personas respectivamente por incumplir la orden de cuarentena. El cantante Leonard León confirmó haber dado positivo en la prueba de COVID-19.
El Poder Judicial del Perú atendió casos excepcionales creando salvoconductos para su personal. El Cuerpo General de Bomberos Voluntarios del Perú informó de sufrir incidentes contra la Policía Nacional del Perú. La cabeza del Ministerio de Agricultura y Riego Jorge Montenegro Chavesta, informó que varios «malos comerciantes» están especulando con los precios. En la ciudad de Piura, 600 reos se amotinaron en el penal de Rio Seco.
Turistas estadounidenses informaron estar «atrapados» en el Perú. Gol Perú informó que trasmitirá el partido entre Alianza Lima y Comerciantes Unidos del Torneo Clausura 2017, que dio la victoria al primero, como una manera de apoyar el desarrollo de la cuarentena.
SEDAPAL comunicó que distribuirá agua en las zonas más afectadas por el Estado de emergencia. En Andahuaylas un grupo de personas fueron detenidas por transportase en un camión de carga para burlar la cuarentena. La Superintendencia Nacional de Aduanas y de Administración Tributaria aprobó algunas políticas que ellos mismo describen como «conjunto de medidas para dar mayor liquidez y facilidades a todos los contribuyentes» tal como liberación de fondos, fraccionamientos, aplicación de sanciones, entre otros.
El Ministerio de Trabajo y Promoción del Empleo informó que desde el 18 de marzo habrá tolerancia de dos horas a los trabajadores que sigan yendo a su centro de labores. Miembros del Ejército del Perú obligaron a hacer ejercicios de ranas en Chiclayo a sujetos que habían violado el Estado de emergencia sin una justificación importante. En la ciudad de Piura un grupo de ancianos y ancianas salieron a hacer sus compras pese al Estado de emergencia y al ser el grupo más vulnerable por el COVID-19, los octogenarios justificaron su imprudencia al dudar de la existencia del nuevo coronavirus y decir que es una creación de los Estados Unidos.
El Ministro del Interior Carlos Morán Soto informó que en caso de emergencia, las personas pueden salir con una tela blanca. En Trujillo fueron detenidos 477 personas que violaron la cuarentena. En el Departamento de Apurímac un grupo de policías celebraron sobriamente el cumpleaños de uno de ellos, acción que fue aplaudida por la población. En el distrito de San Juan de Tarucani del Departamento de Arequipa murieron cuatro hombres y dos resultaron heridos, estaban intentando llegar a la ciudad de Puno para cumplir la cuarentena, pero también queriendo burlar el control policial.

#### Día 4

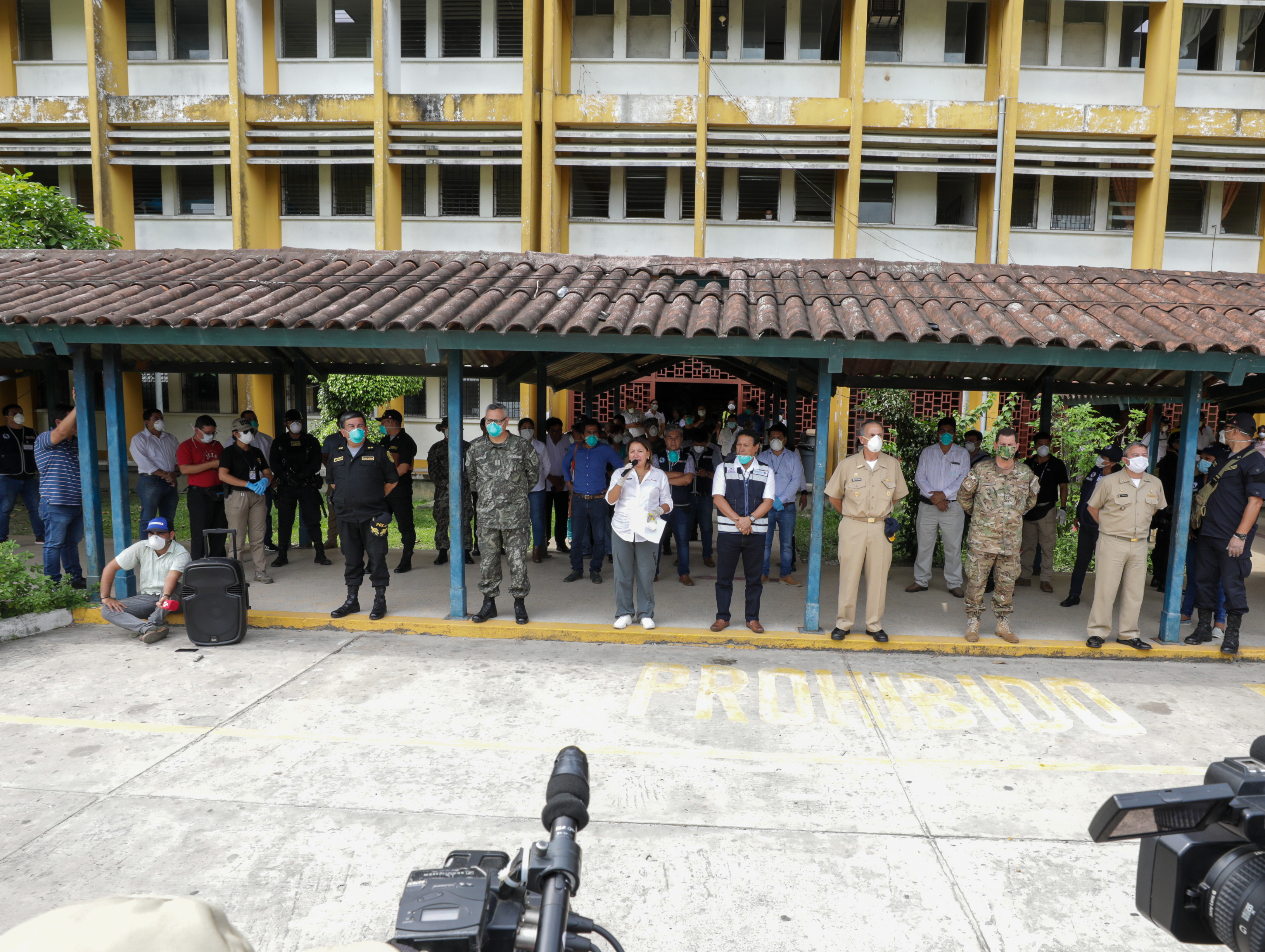
La cabeza del Ministerio de la Producción Rocío Barrios, junto a miembros del Ejército del Perú en el Hospital Regional de Loreto en Iquitos (18 de marzo).

El 19 de marzo dirigentes de los distritos de San Juan de Miraflores, Ate y Santa Anita informaron que repartirán víveres de primera necesidad a refugiados venezolanos afectados por la cuarentena. El Comando Conjunto de las Fuerzas Armadas del Perú pidieron a la población alzar banderas del país como acto simbólico para levantar la moral ante el aumento de casos de infectados por COVID-19. El gobierno de la República Popular China entregó 30 mil kits de pruebas para el nuevo coronavirus.
La cabeza del Ministerio de Defensa Walter Martos expresó que «una llamada de atención a la gente irresponsable que no toma la seriedad (las medidas). Esta es una situación de vida o muerte, vida o muerte de nuestros familiares, de nuestros padres, de nuestros abuelos, que son la gente de edad avanzada que corre más peligro». La Marina de Guerra del Perú instaló un hospital para 200 camas e la ciudad del Callao, así mismo las fuerzas armadas informaron que ayudarán a Essalud en la vacunación contra el neumococo. El gobierno de Israel envió un avión de la empresa El Al para repatriar a sus ciudadanos.
LATAM Perú pidió a sus trabajadores que reduzcan su suelo voluntariamente a 50% por la crisis, ya que LATAM no tendrían inversiones que se muevan y de esa forma no tendría que despedir a sus 43 mil empleados. La Asociación para el fomento de la Infraestructura Nacional pidió a los jugadores de videojuegos no saturar la red, porque dicha acción desfavorece a los que se encuentran trabajando desde sus hogares debido a la cuarentena.
El nuevo horario de la Línea 1 del Metro de Lima fue programado de 8:00 horas a 18:00 horas (8 a. m. a 6 p. m.). Se reportaron nuevos apagones en Carabayllo, Breña, Surco, San Martín de Porres, Los Olivos, Santa Anita y Cercado de Lima. En Chiclayo también se presentó un motín de presos por temor a contagiarse de COVID-19.
A lo largo del día, el Ministerio de Salud del Perú emitió dos comunicados reportando tres muertos por el COVID-19. Los primeros casos mortales de Coronavirus en el país. En Tacna un tanque del Ejército del Perú vigiló el centro de la ciudad para vigilar el cumplimiento del inmovilización social.

#### Día 5
El 20 de marzo en horas de la mañana se confirmó una cuarta víctima mortal por el COVID-19. En esa misma mañana el General de la Policía Nacional del Perú José Luis Lavalle informó que hubo «114 personas y 35 vehículos retenidos» el día 4 en el Callao, Lavalle expresó su preocupación por los constantes desaires que un grupo de la población hace a la cuarentena. El presidente Martín Vizcarra cesó de su cargo a la cabeza del Ministerio de Salud Elizabeth Hinostroza, y en su reemplazó ingresó Víctor Zamora Mesía.
La Asociación de Empresas de Transporte Aéreo Internacional pidió apoyo al Estado peruano para poder afrontar la crisis económica que se presenta a raíz la cuarentena, una de sus medidas es postergar los pagos hasta que el negocio de los viajes vuelva a la normalidad, la asociación también comentó que por el pare total perderá US$113 mil millones e incluso pueden terminar quebrando. El gobierno expresó que está evaluando una bonificación para los trabajadores que se encuentren laburando en sectores críticos en el Estado de emergencia. También se informó que los inmigrantes venezolanos no recibirán el bono de 380 pero si una ayuda especial por parte del gobierno, de acuerdo a  Ariela Luna, cabeza del Ministerio de Desarrollo e Inclusión Social. El exministro de Defensa Rafael Rey dio positivo de contagio del nuevo coronavirus.
Varias comunidades campesinas en el Departamento de Apurímac colocaron carteles a la entrada de sus pueblos que decían «Prohibido ingresar, estado de emergencia Covid 19» y otros con mensajes soeces. En Chachapoyas, su municipalidad ordenó desinfectar los vehículos que querían ingresar a la ciudad. En Cuzco, la municipalidad hizo lo mismo en la Plaza de Armas de la ciudad. La cabeza del Ministerio de Educación, Martín Benavides, comunicó que se desarrollará el proyecto «Aprendo en casa» para que los alumnos no pierdan más clases.
El gobierno confirmó estar gestionando con el gobierno de la República Popular China para adquirir el hospital armable Huoshenshan, uno de los dos que fueron construidos en diez días en Wuhan (China), e instalarlo en Cusco o en Iquitos. El Colegio Médico del Perú pidió extender la cuarentena más allá de 15 días y tener mayor rapidez en los resultados de los diagnósticos. El Fondo Monetario Internacional considera que el Perú, así como la mayoría de países de América del Sur, no esta preparado para sobrellevar la pandemia. El gobernador del Departamento de Arequipa, Elmer Cáceres, pidió al gobierno central que ya no se deje ingresar más extranjeros al Aeropuerto Internacional Alfredo Rodríguez Ballón, de la ciudad de Arequipa. Cáceres ese mismo día prohibió que la carga de aviones provenientes de México al aeropuerto de la ciudad sur-peruana salgan de sus instalaciones, a pesar de que los pasajeros son peruanos. El temor es que vengan con síntomas del nuevo coronavirus. En Puno, un conductor atropelló al soldado del Ejército del Perú Ronald Mamani Ajajahui, provocando su muerte, el presidente Martín Vizcarra pidió la máxima sanción contra el imprudente.

#### Día 6
El 21 de marzo, en horas de la mañana se confirmó una quinta víctima mortal de COVID-19. El Ministro de Defensa Walter Martos anunció que hasta el 22 de marzo se permitirá el retorno de peruanos y salida de extranjeros en vuelos y corredores humanitarios, pues, posteriormente se cerrarán las fronteras de forma indefinida. El Gobierno Regional del Departamento de Junín ordenó cerrar los establecimientos de víveres de primera necesidad para evitar el incremento de casos de COVID-19, los administradores de los establecimientos deberán limpiar y desinfectar sus interiores. El gobierno informó que se creará una página web para el programa #Yo me quedo en casa, que ayudará con un bono de 380 soles a familias vulnerables por la cuarentena. En Iquitos, el paciente cero del Departamento de Loreto fue dado de alta.
Elizabeth Hinostroza, ahora exministra de Salud, agradeció a Martín Vizcarra «por la oportunidad de servir a mi país» y mandó «sus mejores deseos» a Víctor Zamora Mesía, su sucesor en el cargo. La Oficina Nacional de Procesos Electorales puso a disposición su portal web, que es utilizado para que la ciudadanía pueda observar información electoral, para que el público conozca si son beneficiarios del bono de 380 soles #YoMeQuedoEnCasa. Compañías de alimentos como Delosi (que maneja las franquicias en Perú de KFC, Pizza Hut, Starbucks, Burger King y Chili's) y San Fernando donaron 24 toneladas de comida perecible al Banco de Alimentos del Perú, Cuerpo General de Bomberos Voluntarios del Perú, Marina de Guerra del Perú y diversos albergues para que puedan contrarrestar los efectos del Estado de emergencia. La Asociación para el Fomento de la Infraestructura Nacional (que agrupa a Claro, Movistar, Entel, Bitel y DIRECTV) pidió a la población que paguen sus recibos «dentro de los plazos respectivos» para poder continuar con los servicios de telecomunicaciones y no afectar a sus trabajadores.
En el distrito de Chaparra del Departamento de Arequipa, cuatro mineros murieron asfixiados por gas en la mina La Españolita. El Ministerio de Educación creó el cuento infantil Los niños contra el coronavirus que fue traducido a varios idiomas amerindios como awajún, ashaninka, aimara, shipibo-konibo, yanesha, wampis, shawi y quechua, en sus variantes collao, chanka y central. Essalud habilitó la línea telefónica 107 gratuita y exclusiva para casos de prevención e información de COVID-19. El periodista Beto Ortiz sostuvo que en el Perú existen pocos casos de COVID-19, porque no se han encontrado las pruebas necesarias para combatirlo. El diario Expreso informó que el dinero depositado en las AFP está en peligro de perderse completamente tanto por la crisis desatada por la pandemia como por malos manejos de las mismas instituciones privadas. Las Fuerzas Armadas del Perú calificaron la pandemia como una guerra y pidió «a los jóvenes que desde su trinchera cuiden a sus abuelos, a sus padres, a las poblaciones vulnerables» y que la única forma de ganarla es «quedándonos en casa». El Día 6 se contabilizó 8 mil personas detenidas a nivel nacional por no obedecer la cuarentena.

#### Día 7

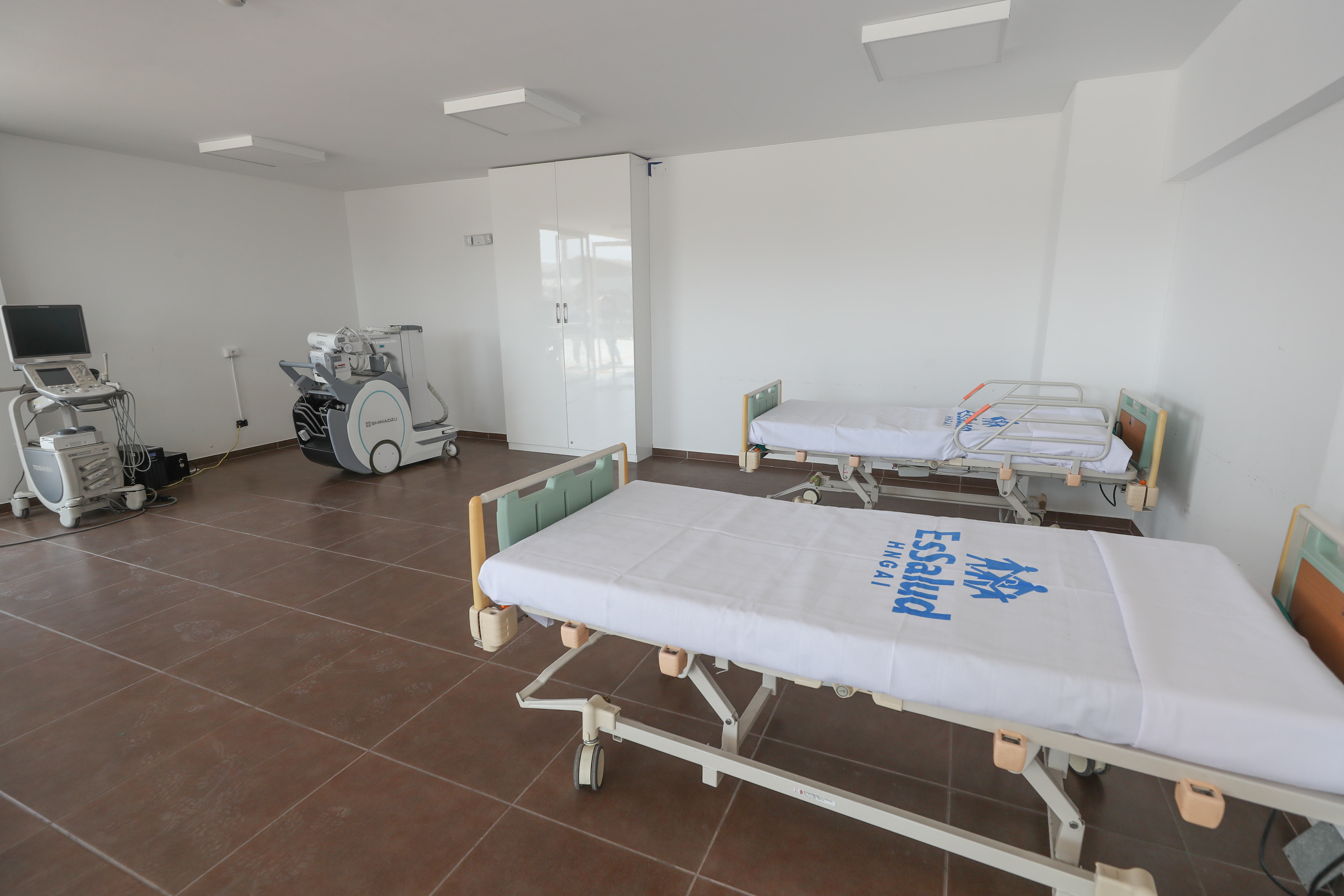
Un cuarto de la Villa Panamericana de Lima adecuado para pacientes de COVID-19 (22 de marzo).

El 22 de marzo, un médico y enfermeras que habían denunciado falta de equipos para enfrentar la pandemia fueron detenidos por la Policía Nacional del Perú, la justificación de la autoridad fue que realizaron una reunión en pleno Estado de emergencia. En Trujillo se registró otro motín en una cárcel de la ciudad. Un miembro del Ejército del Perú fue separado por agredir a un ciudadano que no quería ser intervenido por violar la cuarentena en Piura. Un pastor evangélico salió a predicar en Chiclayo y un número significante de gente lo siguió, incumpliendo la inmovilización social. En Cusco miembros del Cuerpo General de Bomberos Voluntarios del Perú repartieron alimentos a miembros de la Policía Nacional del Perú y Fuerzas Armadas del Perú. Fiorella Molinelli, presidenta de Essalud, dijo en una entrevista en medio de la pandemia dijo que «Esta enfermedad [en referencia a COVID-19 no es letal, se maneja en casa en 15 días en estado de aislamiento se recupera y vuelve a su actividad normal», por sus declaraciones el Sindicato Nacional Médico del Seguro Social del Perú pidió su remoción del cargo.
Llegaron vuelos humanitarios de Uruguay y Estados Unidos. Inmigrantes venezolanos pedirán al gobierno de su país un vuelo humanitario. para el bono de 380, el cual solo podrá ser recogido exclusivamente solo por mujeres en turno.

#### Día 8
El 23 de marzo el Banco de Crédito del Perú informó que donará 100 millones a través de la iniciativa "Yo me sumo" para beneficiar a los afectados por el Estado de emergencia que pertenezcan al sector de pobreza y pobreza extrema. Bancos como Falabella, Ripley, Interbank, Scotiabank, BBVA Continental, y el mismo Banco de Crédito reprogramarán cobros de deuda a sus clientes por la pandemia. Martín Vizcarra pidió a las personas que el bono #Yo Me Quedo En Casa no lo cobren si no lo necesitan. La periodista Milagros Leiva fue detenida por la policía y ella amenazó con usar sus contactos con las autoridades castrenses, dicha posición fue muy criticada.
De 307 casos a nivel nacional, el Departamento de La Libertad pasó a ser la región con más casos de infectados, superando al Departamento de Lima. La compañía de cervezas Backus y Johnston informó que cesará su producción de cerveza y el agua que utiliza en dicha fabricación serán embotelladas para donarla. La Plaza de toros de Acho en Lima serán habilitadas para albergar a personas sin hogar en peligro de contraer la enfermedad. Entel Perú pidió a sus clientes no retrasarse en los pagos. La Ministra de la Producción Rocío Barrios comunicó que «facilitará créditos a MYPES de hasta 6 meses con periodo de gracia» por el Estado de emergencia.

#### Día 9

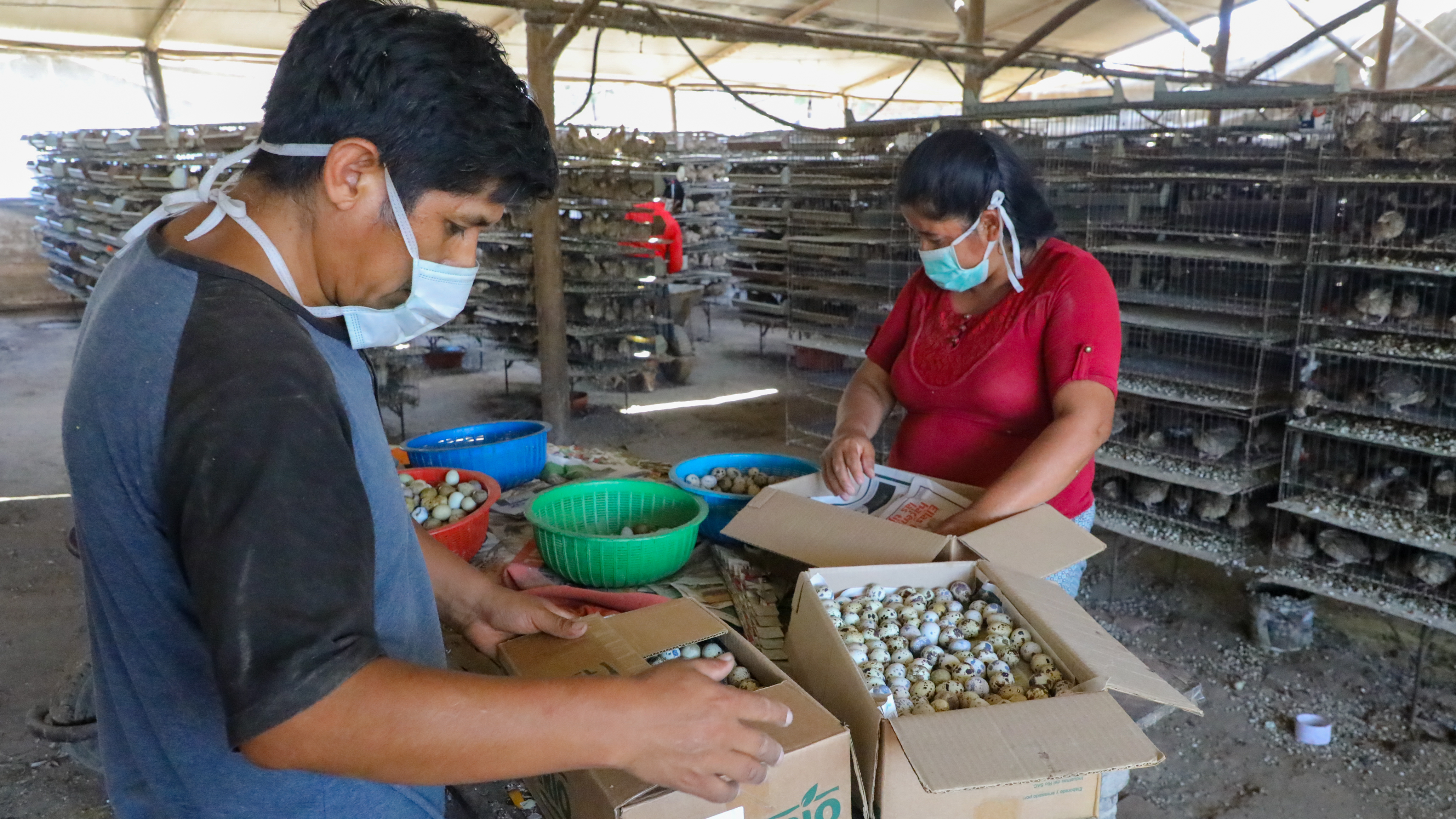
Richard Werner Huaraca Gutiérrez, productor de huevos de codorniz, recibió donaciones para evitar la bancarrota y su producto fue adquirido para ser repartido a familias afectadas por la cuarentena en el distrito de Lurín (Lima).

El 24 de marzo el gobierno informó que comprará un millón 600 mil de tests rápidos, aunque no se trata exámenes para comprobar si se tiene COVID-19 si no para ver si se tiene anticuerpos, Ernesto Bustamante, expresidente de Instituto Nacional de Salud expresó que esto generará «mucha frustración en la población porque van a dar resultados negativos cuando no son negativos». La ONG Unión Venezolana pidió que se evalúe una asistencia humanitaria para los refugiados venezolanos en Perú. En Lima un juez condenó a ocho años y medio de privación de la libertad a una mujer que agredió a un policía el 21 de marzo al no obedecer el Estado de emergencia. Un paciente con COVID-19 en Piura denuncio que le dieron de alta a pesar de que se seguía sintiendo grave, dijo que «me mandaron a morir a un cuarto». Congresistas de Unión por el Perú, Somos Perú y Frente Popular Agrícola del Perú violaron la cuarentena. El presidente del Instituto Nacional Penitenciario del Perú e integrantes del Consejo Nacional Penitenciario fueron destituidos por los últimos motines. Las Fuerzas Armadas del Perú apoyará a la Policía Nacional del Perú en la vigilancia de los centros penitenciarios. El Ejército del Perú junto al alcalde George Forsyth del municipio del distrito de La Victoria de la Provincia de Lima comunicaron que desarrollarán campañas de desinfección. Serenazgo del Callao realizaron bailes con sencillos de la cantante de música infantil Yola Polastry para concienciar a las personas sobre respetar el Estado de emergencia.
En el distrito de Catache del Departamento de Cajamarca, pobladores atacaron con fuego a murciélagos por la creencia de que ellos son los responsables del SARS-CoV-2, virus que origina el COVID-19. Peruanos provenientes de Italia se negaron a pasar los controles epidemiológicos en Andahuaylas. La periodista Rosa María Palacios comunicó que la posibilidad de que la cuarentena se extienda hasta el 15 de abril es probable. Richard Werner Huaraca Gutiérrez, un agropecuario del distrito de Lurín de la Provincia de Lima que se encontraba en quiebra por la cuarentena ya que su negocio de huevos de codornices se vio destruido, se hizo viral por redes al pedir que quién quiera puede venir a recoger una codorniz porque las estaba regalando, recibió ayuda de la municipalidad de Lurín con 100 sacos y la Parroquia de Villa María del Triunfo le compró su producción de 80 mil huevos. También se volvió viral un grupo de obstetras de Chiclayo que se protegen con bolsas de plástico para no contagiarse del COVID-19.

#### Día 10
El 25 de marzo se reportó la delincuencia se redujo a 84% según el presidente Martín Vizcarra, en cambio el Ministerio de la Mujer y Poblaciones Vulnerables comunicó que se reportó 600 llamadas de violencia doméstica, ambos casos desde el inicio del Estado de emergencia hasta el Día 10. Turistas alemanes se quedaron varado dentro del país. Las fuerzas de seguridad pública detuvieron a 18.000 por violar el Estado de emergencia. La Universidad Nacional Hermilio Valdizán de Huánuco cedió su laboratorio para pruebas del COVID-19. Una niña de dos años fue la primera diagnosticada con CODIV-19 en el Hospital de Ate. En el distrito de Carabayllo de la Provincia de Lima varias personas hicieron cola para comprar pollo. Se registró que dos familias de inmigrantes venezolanos se protegen en un camión de mudanza durante la cuarentena en el distrito de Magdalena del Mar en la Provincia de Lima. El precio de pollo cayo de 2,300 a 1,400 toneladas desde el inicio de la cuarentena. Según la Superintendencia Nacional de Aduanas y de Administración Tributaria declaración del Impuesto a la Renta podrá ser prorrogada hasta tres meses. Los trabajadores podrán retirar hasta S/2,400 de su CTS. El Ministerio de la Producción presentó una app para ubicar bodegas y centros de abastecimientos en las ciudades principales. En Cusco el Fuero Militar Policial dictó prisión preventiva contra cinco miembros de la Policía Nacional del Perú por estar bebiendo licor durante el Estado de emergencia, todos bajo «los presuntos delitos contra el servicio de seguridad y contra la integridad institucional».

#### Día 11
El 26 de marzo el presidente de la República Martín Vizcarra en rueda de prensa extendió el Estado de emergencia hasta el 12 de abril sumando diez días más a la cuarentena, así mismo comunicó que el horario del toque de queda se ampliará desde las 18:00 horas (6:00 p. m.) a las 5:00 horas (5:00 a. m.) en los departamentos de Piura, Loreto y Lambayeque por ser las regiones en donde más incidencias de violación de cuarentena. Los directores técnicos de fútbol Nolberto Solano y Pablo Zegarra fueron detenidos por violar la cuarentena al asistir a una fiesta. Un miembro de la Policía Nacional del Perú fue agredido y un miembro del Ejército del Perú fue atropellado, ambos en la ciudad de Piura.

#### Día 12
El 27 de marzo el gobierno informó que en las regiones donde se elevará el horario de toque de queda desde el Día 12 se incluyó a los departamentos de Tumbes y La Libertad. Según una encuesta 45% de los peruanos cree que si se logrará controlar el avance del COVID-19. El Ministerio de Defensa comunicó que la Policía Nacional del Perú y las Fuerzas Armadas del Perú portarán armas no letales para defenderse de las agresiones de faltosos y faltosas. Se volvió viral un vídeo de un hombre en Juliaca que llora diciendo «tengo mi familia e hijos, yo trabajaba pero ya no tengo que comer» a raíz de la crisis económica generada por el Estado de emergencia. El Organismo de las Naciones Unidas en Perú informó que alista un apoyo económico para los inmigrantes venezolanos. El Presidente del Consejo de Ministros Vicente Zeballos visitó el recinto para adultos mayores Hogar Geriátrico San Vicente De Paul en Lima para mantener cuidados del COVID-19. Un miembro de la Policía Nacional del Perú fue agredido por una mujer embazada. El Ministerio Público supervisó la atención que brindan los centros médicos en el Departamento de Arequipa. En el distrito de Punta Hermosa de la Provincia de Lima, la Policía Nacional del Perú fabricó mascarillas de tela para la población de escasos recursos.
Un miembro de la Policía Nacional del Perú fue agredido en el distrito de Comas de la Provincia de Lima. El alcalde Genaro Vásquez del distrito de Santiago de Cao en el Departamento de La Libertad compró víveres para las personas necesitadas con su sueldo de burgomaestre, dicho gesto fue aplaudido. Por el contrario, el alcalde de José Rodríguez Cárdenas del distrito de Barranco en la Provincia de Lima fue captado ingresando víveres donados a su residencia personal, dicho acto fue abucheado por la población. Se entregaron donaciones para suministrar al improvisado albergues para indigentes en la Plaza de Acho, al norte de Lima. Una niña fue abusada sexualmente en Piura por un sujeto desconocido, también se reportó otros actos de violencia contra la mujer en todo el departamento homónimo. Empresario árabe Yaqoob Mubarak repartió víveres en Trujillo a personas pobres. El Ministerio de Salud desplegó hospitales móviles especializados para la atención de pacientes con COVID-19 a nivel nacional. El futbolista peruano Jefferson Farfán expresó que le «(...) encantaría que en esta cuarentena mi película sea gratis por Netflix y YouTube». El Presidente del Congreso de la República del Perú Manuel Merino pidió acatar las «medidas de prevención» ante la pandemia y dio condolencias a los fallecidos por COVID-19.
Para el Día 12 ya había 635 infectados y 11 fallecidos según el Ministerio de Salud, las únicas regiones que no habían reportado casos confirmados de COVID-19 eran hasta el 27 de marzo los departamentos de Amazonas, Apurímac, Ayacucho, Huancavelica, Moquegua, Ucayali, Tacna y Puno.

#### Día 13
El 28 de marzo cinco personas mueren por COVID-19, el Ministerio de Economía y Finanzas transfirió 600 millones de soles al Banco de la Nación por Decreto de Urgencia Nº 033-2020 en el contexto de que «las compañías recibirán subsidios por cada trabajador que genere rentas de quinta categoría y cuyo periodo laboral no indique fecha de fin o esta no sea anterior al 15 de marzo, según la información con la que cuente Sunat» de acuerdo a El Comercio, así también se inició la entrega del bono #YoMeQuedoEnCasa a un segundo sector poblacional. DirecTV Sports trasmitirá la Copa Mundial de Fútbol de 2014 para los televidentes en cuarentena, el Ministerio de Salud confirmó la recuperación de 16 pacientes infectado de la COVID-19, el Departamento de Piura luego del Departamento de Lima es la región con más casos, 19 en total, la bancada Fuerza Popular pidió priorizar el proyecto de retirar 25 % de AFP y parte de la CTS, . El Congreso de la República del Perú público la Ley de Protección Policial que permite a las fuerzas del orden el uso de armas en legitima defensa y no tendrá responsabilidad penal, a raíz de los casos de agresión contra la autoridad.

#### Día 14

Tanques de oxígeno para ventiladores mecánicos en el Hospital Regional de Loreto en Iquitos enviados por el Ministerio de Salud. Iquitos y en general todo el Departamento de Loreto, es la segunda región con más contagiados por la COVID-19 para marzo, paralelamente también sufre una epidemia de dengue. El propio ministro de Salud Víctor Zamora lo confirmó al expresar que «Loreto enfrenta dos grandes problemas».

El 29 de marzo el presidente de la República no realizó un mensaje a la nación. La frontera con Bolivia en el Departamento de Puno volvió a ser militarizada, a raíz de la confirmación de un caso de COVID-19 en la ciudad de Copacabana, un periclave boliviano en el extremo más al norte de la península homónima en el lago Titicaca. El Ministerio de la Producción informó que ingreso 600 toneladas de recursos a mercados mayoristas en regiones a pesar de la crisis económica generada por la cuarentena. Se registró un avance del nuevo coronavirus en los departamentos del Norte y el Departamento de Loreto. Se militarizó la frontera con Chile para evitar el ingreso de personas ilegales que huyen de la también crisis sanitaria en territorio del país sureño. Se confirmó los primeros casos de COVID-19 en los departamentos de Ayacucho y Tacna.

#### Día 15
El 30 de marzo se oficializó el toque de queda para la inmovilización social es de 16:00 horas a 5:00 horas (4 p. m. a 5 a. m. en) en los departamentos de Tumbes, Piura, Lambayeque, La Libertad y Loreto, un capitán de la Fuerza Aérea del Perú fue arrastrado por un mototaxi en Talara en un intento de hacerle daño por detenerlo. La exministra de Salud Zulema Tomás dio positivo en COVID-19. El Presidente del Consejo de Ministros Vicente Zeballos agradeció a los agricultores, transportistas y comerciantes por su comportamiento ante la cuarentena. El Ministerio Público suspendió sus labores hasta el 13 de abril. El Ministro del Interior Carlos Morán Soto se refirió al nuevo pase de tránsito laboral que «este pase es para las personas que realizan actividades esenciales, no para aquellas que tienen que ir al banco o farmacia». El río Mantaro se desbordó en el distrito de Huayucachi en el departamento de Junín dejando a trece personas sin hogar. La embajada peruana en España comunicó la muerte de once peruanos en España por la pandemia de enfermedad de coronavirus en ese país.
Se registró una tercera muerte por COVID-19 en el Departamento de Lambayeque. Pobladores del distrito de Sapallanga del departamento de Junín rechazaron el hospital de contingencia bloqueando la autopista. El Ministerio de Salud informó que hubo dos muertos por COVID-19 en Iquitos, capital del departamento de Loreto. Hubo un motín en una cárcel en Ayacucho, los reos tomaron seis rehenes exigiendo un médico. La Policía Nacional del Perú capturaron a sujetos que promovían el saqueo a centros comerciales en Lima por la cuarentena. El gobierno aprobó retirar S/ 2,000 de sus AFP a los aportantes.

#### Día 16
El 31 de marzo se registró un total de 1.065 y 30 fallecidos en el país. Martín Vizcarra informó que las clase virtuales comenzarán el 6 de abril en el sector estatal y las presenciales de forma paulatina desde el 4 de mayo. Un varón de 26 años se convirtió en la víctima más joven de COVID-19 y 400 personas con la mencionada enfermedad fueron dados de alta.

#### Día 17
El 1 de abril el presidente de la República informó una reforma a los Fondos Privados de Pensiones, Por otro lado, la Oficina de Normalización Previsional (ONP) informó que otorgará un subsidio a sus aportantes por la crisis. 700 españoles fueron repatriados en vuelos humanitarios.

#### Día 18
El 2 de abril el gobierno ordenó que varones y mujeres saldrán por separado; los varones los días lunes, miércoles y viernes y las mujeres los días martes, jueves y sábado, y los días domingo, tanto varones y mujeres, no pondrán circular durante el día, exceptuando a aquellas personas con permiso para ello. La frontera con Ecuador en el Departamento de Tumbes fue reforzada. La Defensoría del Pueblo del Perú solicitó plan de ayuda para las comunidades amerindias en el Departamento de Loreto, ante el peligro de que se contagien de COVID-19, así mismo la entidad del gobierno plante que no se pague las pensiones de colegios y universidades de los meses de abril y mayo ante la crisis económica. El líder etnocacerista Antauro Humala, recluido en el penal Ancón II, pidió ser revisado en un centro hospitalario fuera del recinto carcelario por sospechas de contagio.

#### Día 19
El 3 de abril el gobierno lanzó la aplicación "Perú en tus Manos" para saber si el usuario tiene COVID-19, y el programa "Reactiva Perú" para apoyar a las empresas afectadas por la Cuarentena. También se habilitó una página web para saber si un usuario puede retirar dinero. La Contraloría General de la República del Perú detectó irregularidades en la compra de mascarillas por el sobre costo 4.3 millones, igualmente denunciaron una sobrevaloración en adquisición de ventiladores mecánicos en el Hospital de Ate. En el distrito de Huancarama, del Departamento de Apurímac, se registró un accidente con 2 muertos y diez heridos que transportaba autoridades y miembros del Ejército del Perú que vigilaban el cumplimiento del Estado de emergencia. El gobierno creó el Comando de Operaciones COVID-19 para el manejo del sector salud en las regiones. El Congreso de la República aprobó el retiro del 25% del fondo de AFP o hasta 12.900 soles a favor de los afiliados, norma que debe ser promulgada u observada por el presidente Martín Vizcarra en un plazo de quince días.

#### Día 20
El 4 de abril el presidente de Martín Vizcarra informó que no permitirán la discriminación por parte de la autoridad hacia minorías sexuales, en referencia a la identificación de género de las personas transgénero, así mismo en el Centro Médico Naval de la Marina de Guerra del Perú se fabricó un respiradora artificial.

#### Día 21
El 5 de abril el titular del Ministerio del Interior, Carlos Morán Soto, informó que «el domingo 5 abril hemos visto el mayor cumplimiento de la cuarentena».
El ministro de Salud, Víctor Zamora Mesía advirtió que venían dos semanas muy difíciles para el país. El ministro dijo «estamos aumentando progresivamente los casos. La epidemia se hará presente en nuestro país en su toda plenitud. Tomémonos de las manos, roguemos a nuestros dioses, abracémonos y enfrentemos juntos».

#### Día 22
El 6 de abril se decretó el Jueves Santo y Viernes Santo como inmovilización social total las 24 horas del día. El Partido Morado pidió que la ley de identidad de género se debata en el pleno del Congreso de la República para que se «garantice el derecho a la identidad de género» ante una posible discriminación a las minorías.
Se estrena en TV Perú el programa implementado por el Ministerio de Educación, "Aprendo en casa" para continuar con las clases en inicial, primaria y secundaria desde casa.

#### Día 23

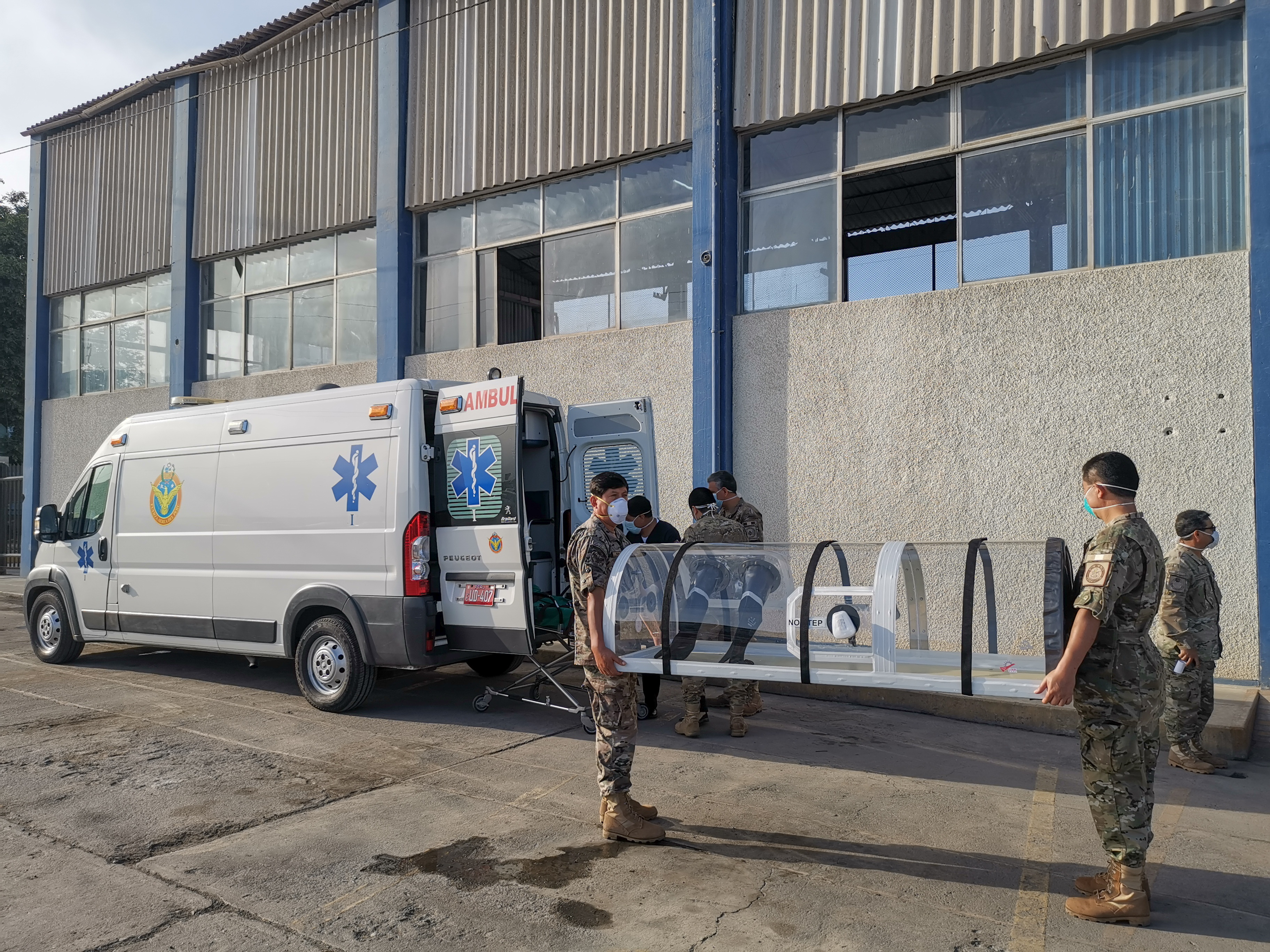
Militares de la Fuerza Aérea del Perú transportando cámaras de aislamiento para pacientes infectados con la COVID-19.

El 7 de abril el número de defunciones aumentó a 107 según el gobierno. La parlamentaria Leslye Lazo dio positivo en contagio de la COVID-19, convirtiéndose en la primera persona en tener coronavirus en el Congreso de la República, su esposo y también alcalde del distrito de San Martín de Porres de la Provincia de Lima Julio Chávez también dio positivo.

#### Día 24
El 8 de abril el gobierno extendió el estado de emergencia hasta el domingo 26 de abril. El Ministerio de Salud informó el fallecimiento de un médico a causa del Covid-19 en el Centro de Salud de San Juan de Lurigancho, unidad correspondiente a la dirección de Redes Integradas de Salud Lima Centro, uno de los hospitales más concurridos del país. El Ministerio de Salud informó que el Comando COVID-19 ya se encuentra en los departamentos de Piura, Tumbes y Loreto. La Confederación Nacional de Instituciones Empresariales Privadas (CONFIEP) mediante un comunicado al Ministerio de Trabajo y Promoción del Empleo pidió poder cesar de sus funciones a varios trabajadores,  esta acción fue muy criticada por centrales de trabajadores.

#### Día 25
El 9 de abril se confirmó el diagnóstico positivo a la prueba rápida del COVID-19 al congresista Fernando Meléndez quien se convierte en el segundo legislador contagiado. El presidente del Congreso de la República, Manuel Merino, pidió al Jurado Nacional de Elecciones que aplace la fecha de las elecciones generales de 2021. Un trabajador de limpieza en el Callao falleció por COVID-19. El país superó a Ecuador en nivel de contagios a nivel de toda América del Sur. Las comunidades indígenas en la selva amazónica de Loreto comunicaron que ya sufren de desabastecimiento y que algunos de sus miembros no pueden entrar a las comunidades por peligro de contagiar a sus compañeros. El economista y miembro del Comando de Operaciones COVID-19, Farid Matuk, informó del fracaso del llamado "pico y placa de género" en referencia de la separación por sexo y día de las personas, su justificación fue que no tomó en cuenta los «roles de género» en la «“sociedad patriarcal» peruana, su intención de aplicar políticas de género en plena pandemia ocasionó que en redes sociales varios usuarios y usuarias pidieran su renuncia.
Por Jueves Santo un grupo de fieles católicos rompieron en el departamento de Arequipa la cuarentena y sacaron en una procesión a la Virgen de Chapi.

#### Día 26
El 10 de abril el gobierno modificó las políticas de inmovilización social, los horarios asignados fueron desde las 18:00 horas a 4:00 horas (6:00 p. m. a 4 a. m.), y solo una persona de una familia independientemente de su sexo y género podrá salir de sus hogares de lunes a sábado, siendo los domingos de inmovilización total. Se crearon los GT-Analytics, que eran brazaletes anti-contagios contra el coronavirus. Trabajadores de la planta de impresión del diario oficial El Peruano dieron positivo con la enfermedad de la COVID-19, como consecuencia el boletín oficial seguiría publicando solo de forma digital. El parlamentario Felipe Castillo dio positivo de contagio, siendo el tercer congresista en ser infectado.
El día 10 de abril, el ministro de Salud, Víctor Zamora Mesía afirmó que Un grupo [de infectados por coronavirus] va a morir en el hospital; otro, en la calle, en albergues o en sus casas. Para esto se creará un comando humanitario de levantamiento de cadáveres.